# Кирмезер, Павел
Павел Кирмезер (Pavel Kyrmezer, Kyrmezerski; родился в Банской Штьявнице, умер в 1589) — словацкий писатель

 писавший на чешском языке.
Сначала был учителем, затем священником и деканом и мечтал достигнуть положения главы всех некатоликов Моравии, в результате чего стал нападать на богемских братьев, но не достиг цели и даже лишился прихода. Под конец жизни помирился с богемскими братьями и пользовался их поддержкой.
Кирмезер написал три пьесы: «Komedia česká о Bohatci a Lazarovi» (1566), «Komedia nová o vdově, kteruž Pán Buoh předivným spuosobem skrze Elizea proroka od věřitele jejiho vysvobodil» (1573) и «Tobiáš, hra w 5 aktech s prologem a epilogem» (1581); затем «Leges ecclesiasticae ad disciplinam et censuram vitae» (1576), которые в 1578 вышли и на чешском языке; «Confessio de vera deitate Christi contra Anabaptistas et Antrinitarios» (1584); «Spongia ad detergendas aspersiones» (1578); «Acta Concordiae inter P. kyrmezerum et Valdenses» (1580) и др.